# Братья ветра
«Братья ветра» (англ. Brothers of the Wind) — фэнтезийный роман американского писателя Тэда Уильямса, впервые опубликованный в 2021 году. Представляет собой приквел к трилогии «Память, Скорбь и Тёрн», расширяющий историю Светлого Арда — вымышленного континента, напоминающего средневековую Европу. Одним из источников вдохновния для Уильямса в этом случае был роман Кадзуо Исигуро «Остаток дня».
Рецензент «Мира фантастики» характеризует «Братьев ветра» как «крепкий роман о битве с драконом, оборачивающийся размышлением о долге, чести и преданности своему народу и близким».